# إيفان بابيتش
إيفان بابيتش هو لاعب كرة قدم كرواتي في مركز الهجوم، ولد في 29 أبريل 1984 في زغرب في كرواتيا. لعب مع إنتر زابرشيتش ونادي إسترا 1961 ونادي زغرب.

## وصلات خارجية
- إيفان بابيتش على موقع قاعدة بيانات كرة القدم.إي يو (الإنجليزية)
- إيفان بابيتش على موقع Soccerway.com (الإنجليزية)